# Polysteganus baissaci
Polysteganus baissaci és un peix teleosti de la família dels espàrids i de l'ordre dels perciformes present a les costes de Maurici i Madagascar.
Pot arribar als 27,9 cm de llargària total.